# Reginaldo I de Borgoña
Reginaldo I de Borgoña. Reginaldo I conde Palatino de Borgoña, (986-1057). Fue el segundo conde del Condado de Borgoña. Fue el hijo de Otón-Guillermo de Borgoña, primer conde de Borgoña, y Adelaida Ermentrude de Reims y Roucy. Sus abuelos maternos fueron Reginaldo de Reims y Roucy y Alberada de Hainaut, mientras que sus abuelos paternos fueron Adalberto II de Ivrea y Berberga de Mâcon.

## Biografía
986: Nacimiento: Hijo del Conde Otón-Guillermo de Borgoña
y de Adelaida Ermentrude de Reims y de Rouce (hija de Ragenold de Roucy, conde de Reims y señor de Roucy y de Alberada de Hainaut, hija del duque Gilberto de Lotaringia y de Gerberga de Sajonia). Adelaida de Reims era la heredera del Condado de Mâcon, por su primer matrimonio con Aubry II de Mâcon († 982).
995: A la edad de 20 años, su padre asocia a su hermano mayor Guy I de Mâcon, nacido en 975, al poder de conde de Borgoña y conde de Mâcon, en virtud de su sucesión
1002: A la edad de 27 años, Guy I de Mâcon se convierte en conde de Mâcon.
1004: Guy I de Mâcon muere a los 29 años de edad. Su hijo Otón II de Mâcon le sucede en el título de conde de Mâcon. Otón Guillermo decide dividir sus tierras: su hijo Reginaldo recibió los condado de Amous, Varais y Portois; Otón, su nieto recibe el de Mâconnais y de Escuens. Sólo conserva sus derechos sobre los condados de Franco-Borgoña (Beaumont, Fouvent y Oscheret). Los condes de Borgoña conservaron durante largo tiempo los nombres de las tierras o señoríos sobre los condados situados dentro del ducado de Borgoña.
1016: Reginaldo contrae matrimonio, con Adelaida de Normandía (1002-1038), hija del duque de Normandía Ricardo II de Normandía y de Judith de Bretaña.
1026: Reginaldo I de Borgoña el 21 de octubre de 1026, a la edad de 40 años, se convierte en conde de Borgoña, a la muerte de su padre y dado que su hermano mayor había ya fallecido.
La explotación de las Salinas, (minas de sal), y el desarrollo de rutas comerciales a través de la cordillera del Jura aseguraron la prosperidad de la región.
1027: Reginaldo I de Borgoña entra en guerra contra el conde obispo de Auxerre, Hugo de Chalon. Cae prisionero en Auxerre y es liberado por el ejército enviado por su suegro, comandadas por su cuñado el futuro Ricardo III de Normandía.
1032: Rodolfo III de Borgoña, el último rey de Borgoña muere sin descendencia el 6 de septiembre de 1032. Él había designado a su primo el emperador germánico Conrado II como su heredero. Su sobrino Eudes II de Blois hijo de su hermana Berta de Borgoña, provoca contra Conrado II la revuelta de feudos y de prelados del Reino de Borgoña. La guerra de la sucesión de Borgoña fue sostenida por Reginaldo I de Borgoña, el conde Geroldo II de Ginebra, el arzobispo de Viena, el obispo Juan de Maurienne, y también el arzobispo de Lyon, Burchard II, hijo bastardo de Conrado el pacífico y medio hermano de Rodolfo III de Borgoña.
Contra ellos, Conrado II contó con la ayuda de Heriberto, arzobispo de Milán, el marqués Bonifacio III de Toscana, de Ermengarda viuda de Rodolfo III y de Humberto I de Saboya, anciano consejero y vasallo de Rodolfo III de Borgoña, más conocido por el nombre de Humberto de las blancas manos.
Eudes II de Blois se hizo coronar rey de Borgoña en Lausana, por sus partidarios, pero en enero de 1033, el emperador se hace también coronar en Basilea
La revuelta fracasa y el Reino de Borgoña permanece dentro del imperio. Para escapar de los ejércitos imperiales, Reginaldo, se retiró a Dijon, donde tenía muchos partidarios.
1034: El emperador Conrado II, toma posesión del Reino de Borgoña, (en realidad Condado de Borgoña) y recibe el 1 de agosto, el homenaje de sus nuevos vasallos en la ciudad de Ginebra.
Conrado II mantuvo el vasallaje del Condado de Borgoña, por numerosas genereciones, en detrimento del Ducado de Borgoña y del Reino de Francia.
1037: Reginaldo y Eudes II de Blois continuaron la lucha contra las tropas imperiales comandadas por Gozelo I Duque de Lorena y aliados, para la ocasión. El 15 de noviembre en la batalla de Hano, entre Bar-le-Duc y Verdún, murió Eudes II de Blois.
Conrado II decidió terminar las represalias contra sus adversarios de ayer. Reginaldo I, el jefe de la coalición, recibió en Dijón, una embajada del emperador, que le anunció el deseo de reconciliación entre ellos, finalmente Reginaldo se convirtió en conde Palatino de Borgoña, título otorgado por la administración imperial germánica, con la función de estar encargado de la administración de las tierras y la aplicación de la justicia en el nombre del emperador. Sus sucesores continuaron usando este título.
1038: Conrado II transfirió el Reino de Borgoña a su sobrino Enrique III el Negro. Él se hace coronar rey de Borgoña en Soleura. Los grandes nobles como Reginaldo y el arzobispo de Besanzón estuvieron presentes en esta ceremonia donde le rindieron homenaje a su nuevo rey.
1039: El arzobispo de Besanzón, Hugo I de Salinas, se convirtió en el hombre de confianza de Enrique III. El emperador acordó una cierta autonomía y el derecho de auto-administración por su propio gobierno al Condado de Borgoña. El arzobispo de Besanzón fue nombrado canciller en recompensa por su total y devota colaboración.
1043: Enrique III el Negro, llega a Besanzón, para contraer matrimonio con Inés de Poitou, sobrina de Reginaldo, e hija del Duque de Aquitania, Guillermo V de Poitiers. En esta ocasión, el arzobispo de Besanzón, Hugo I de Salinas, obtuvo los derechos y regalías sobre la villa de Besanzón, que incluía los derechos jurídicos, políticos, fiscales y económicos.
Fue nombrado príncipe del imperio germánico (máximo rango después del emperador) y reinó como soberano sobre la ciudad, teniendo como únicos superiores al emperador y al papa Gregorio VII. Se escapaba de esta manera del poder de los Condes de Borgoña.
1044: Enrique III continuó favoreciendo a aquellos que habían sostenido a su padre, le donó la villa de Montbéliard al conde Luis de Mousson. Reginaldo se vuelve a levantar contra el emperador, pone en sitio el castillo de Montbéliard, pero el conde Luis desafió sus tropas y mantuvo la independencia de Montbéliard del condado de Borgoña. El condado de Montbéliard toma forma y empieza a vivir su propia historia.
1057: En septiembre, Reginaldo muere a la edad de 71 años.
Su hijo Guillermo lo sucede de (1057 a 1087). Él había estado asociado a las decisiones del condado desde hacía varios años y asumía la autoridad del Condado de Borgoña en la ausencia de su padre.
Reginaldo I de Borgoña fue sepultado en la catedral de San Etienne de Besanzón, reemplazada en el siglo XVIII por la catedral de San Juan, donde fueron transferidas las sepulturas de los condes de Borgoña, en la capilla del Sagrado Corazón.

## Descendencia
De su matrimonio con Adelaida de Normandía, Reginaldo tuvo cuatro hijos y dos hijas:
- Guillermo I de Borgoña llamado "El grande" o "Cabeza dura" (1020-1087) que fue su sucesor.
- Guy de Brionne (1025-1069)[2]
- Alberada de Buonalbergo (1032-1122) que se casa en el año 1051 con Roberto Guiscardo (1020-1085) y tuvo descendencia: Emma de Apulia o Emma de Hauteville, madre de Tancredo de Galilea, héroe de las cruzadas y modelo de la caballería. Y Bohemundo de Tarento príncipe de Antioquía.
- Sybille de Borgoña (1035-1074)
- Hugo de Borgoña, Vizconde de Lons-le-Saunier, Señor de Montmorot, de Navilly y de Scey, contrajo matrimonio con Aldeberga de Scey, tuvieron descendencia, Thibert I de Montmorot.
- Fulco de Borgoña, casado con Alix de Roucy.